# Temporada 2023 del Campeonato de Europa de Rally
La temporada 2023 del Campeonato de Europa de Rally fue la edición 71º del Campeonato de Europa de Rally de la FIA. Comenzó el 11 de marzo en el Rally Serras de Fafe y terminó el 8 de octubre en el Rally de Hungría.

## Calendario
El 25 de noviembre de 2022 WRC Promoter GmbH hizo oficial el calendario 2023. Tras una temporada fuera, regresa al campeonato el Rally de Hungría y tras nueve temporadas siendo parte del campeonato, el Rally de Azores sale en favor de una prueba veraniega en Suecia, el Royal Rally of Scandinavia.
| N.º | Fecha           | Rally                                  | Superficie | Resultados |
| --- | --------------- | -------------------------------------- | ---------- | ---------- |
| 1   | 11-12 de marzo  | 36.º Rally Serras de Fafe e Felgueiras | Tierra     | Resultados |
| 2   | 5-6 de mayo     | 47.º Rally Islas Canarias              | Asfalto    | Resultados |
| 3   | 20-21 de mayo   | 79.º Rajd Polski - Rally Poland        | Tierra     | Resultados |
| 4   | 2–3 de julio    | TET Rally Liepāja                      | Tierra     | Resultados |
| 5   | 7-8 de julio    | 1.º Royal Rally of Scandinavia         | Tierra     | Resultados |
| 6   | 29-30 de julio  | 11.º Rally di Roma Capitale            | Asfalto    | Resultados |
| 7   | 19-20 de agosto | 52.º Barum Czech Rally Zlín            | Asfalto    | Resultados |
| 8   | 7-8 de octubre  | 4.º Rally Hungary                      | Asfalto    | Resultados |

## Clasificación

### Resultados de rallys
| Ronda | Evento                                 | Piloto ganador  | Copiloto ganador   | Equipo ganador                   | Tiempo    | Resultados |
| ----- | -------------------------------------- | --------------- | ------------------ | -------------------------------- | --------- | ---------- |
| 1.    | 36.º Rally Serras de Fafe e Felgueiras | Hayden Paddon   | John Kennard       | BRC Racing Team                  | 1:42:21.4 | Resultados |
| 2.    | 47.º Rally Islas Canarias              | Yoann Bonato    | Benjamin Boulloud  | Yoann Bonato                     | 1:55:05.8 | Resultados |
| 3.    | 79. Rally Poland                       | Mārtiņš Sesks   | Renārs Francis     | Team MRF Tyres                   | 1:34:57.8 | Resultados |
| 4.    | 11. Rally Liepāja                      | Mārtiņš Sesks   | Renārs Francis     | Team MRF Tyres                   | 1:22:47.3 | Resultados |
| 5.    | 1.º Royal Rally of Scandinavia         | Oliver Solberg  | Elliott Edmondson  | Toksport WRT                     | 1:29:36.4 | Resultados |
| 6.    | 11.º Rally di Roma Capitale            | Andrea Crugnola | Pietro Elia Ometto | F.P.F. Sport                     | 1:52:35.2 | Resultados |
| 7.    | 52.º Barum Czech Rally Zlín            | Jan Kopecký     | Jan Hloušek        | Agrotec Škoda Rally Team         | 1:53:18.5 | Resultados |
| 8.    | 4. Rally Hungary                       | Mads Østberg    | Patrik Barth       | Bilteknik TRT Citroën Rally Team | 1:37:40.2 | Resultados |

### Sistema de puntuación
Se otorgan puntos a los quince primeros clasificados. También se dan cinco puntos de bonificación al ganador de la power stage, cuatro puntos para el segundo lugar, tres para el tercero, dos para el cuarto y uno para el quinto.
| Posición    | 1º | 2º | 3º | 4º | 5º | 6º | 7º | 8º | 9º | 10º | 11º | 12º | 13º | 14º | 15º |
| Puntos      | 30 | 24 | 21 | 19 | 17 | 15 | 13 | 11 | 9  | 7   | 5   | 4   | 3   | 2   | 1   |
| Power stage | 5  | 4  | 3  | 2  | 1  |    |    |    |    |     |     |     |     |     |     |

### Campeonato de pilotos
Para el campeonato solo se toman en cuenta los mejores siete resultados.
| Pos | Piloto                   | POR | ESP | POL | LAT | SWE | ITA | CZE | HUN | Puntos | Mejores 7 |
| --- | ------------------------ | --- | --- | --- | --- | --- | --- | --- | --- | ------ | --------- |
| 1   | Hayden Paddon            | 12  | 2   | 23  | 2   | 21  | 3   | Ret |     | 163    | 163       |
| 2   | Mārtiņš Sesks            | 125 | 85  | 15  | 1   | 32  | Ret | 11  | 3   | 134    | 134       |
| 3   | Mads Østberg             | 2   | 16  | 41  | 3   | 8   |     | Ret | 1   | 115    | 115       |
| 4   | Efrén Llarena            | 7   | 3   | 10  | 9   | Ret | 4   | 8   | 105 | 88     | 88        |
| 5   | Yoann Bonato             | 5   | 1   |     |     |     | 63  |     | 4   | 84     | 84        |
| 6   | Mathieu Franceschi       | 14  | 6   | 64  | 65  | 7   | Ret | 9   | 9   | 81     | 81        |
| 7   | Filip Mareš              | 33  | 11  | 11  | 114 | 6   | 94  | 53  | 122 | 71     | 71        |
| 8   | Simon Wagner             | 17  | 52  |     |     |     | 5   | 31  |     | 64     | 64        |
| 9   | Miklós Csomós            | 10  | Ret |     |     |     | 72  | 25  | Ret | 49     | 49        |
| 10  | Mikko Heikkilä           | 8   | 18  | 52  | 7   | 12  | Ret |     |     | 49     | 49        |
| 11  | Erik Cais                | Ret |     | 9   | 12  |     |     | 72  | 6   | 45     | 45        |
| 12  | Mikołaj Marczyk          | 4   |     | 3   |     |     |     |     | 183 | 44     | 44        |
| 13  | Josh McErlean            | 19  |     | 7   | 43  | 31  |     | 12  | Ret | 39     | 39        |
| 14  | Georg Linnamäe           | 3   |     |     | 8   |     |     |     |     | 35     | 35        |
| 15  | Oliver Solberg           |     |     |     |     | 13  |     |     |     | 33     | 33        |
| 16  | Jan Kopecký              |     |     |     |     |     |     | 14  |     | 32     | 32        |
| 17  | Andrea Mabellini         | Ret | 131 | Ret | 13  | 9   | 101 |     |     | 32     | 32        |
| 18  | Andrea Crugnola          |     |     |     |     |     | 1   |     |     | 30     | 30        |
| 19  | Ferenc Vincze Jr         |     |     |     |     |     |     |     | 24  | 26     | 26        |
| 20  | Simone Tempestini        | 11  |     | 8   |     |     | 14  | 10  |     | 25     | 25        |
| 21  | Giandomenico Basso       |     |     |     |     |     | 2   |     |     | 24     | 24        |
| 22  | Grzegorz Grzyb           |     | 104 | 14  |     |     | 8   |     |     | 22     | 22        |
| 23  | Nikolay Gryazin          |     |     |     |     | 4   |     |     |     | 21     | 21        |
| 24  | Lauri Joona              |     |     |     |     | 5   | 13  |     |     | 21     | 21        |
| 25  | Craig Breen              | 61  |     |     |     |     |     |     |     | 20     | 20        |
| 26  | Iván Ares                |     | 4   |     |     |     |     |     |     | 19     | 19        |
| 27  | Adam Březík              |     |     |     |     |     |     | 4   |     | 19     | 19        |
| 28  | Robert Virves            | 164 |     |     | 5   |     |     |     |     | 19     | 19        |
| 29  | Frigyes Turán            |     |     |     |     |     |     |     | 5   | 17     | 17        |
| 30  | Andrea Nucita            | Ret | 73  | Ret |     |     |     |     |     | 16     | 16        |
| 31  | Dominik Stříteský        |     |     |     |     |     |     | 6   |     | 15     | 15        |
| 32  | Martin László            | Ret | 15  | Ret | 17  | 14  | Ret | Ret | 8   | 14     | 14        |
| 33  | Simone Campedelli        | 23  | Ret | 15  | 10  | Ret | 115 |     |     | 14     | 14        |
| 34  | Gábor Német              |     |     |     |     |     |     |     | 7   | 13     | 13        |
| 35  | Tom Kristensson          | 9   | 12  | Ret |     |     |     |     |     | 13     | 13        |
| 36  | José Antonio Suárez      |     | 9   |     |     |     |     |     |     | 9      | 9         |
| 37  | Kalle Gustafsson         |     |     |     |     | 10  |     |     |     | 7      | 7         |
| 38  | Pontus Tidemand          | 13  |     | 13  |     |     |     |     |     | 6      | 6         |
| 39  | Jon Armstrong            | 20  | 19  | 20  | 18  | 11  | 17  | Ret |     | 5      | 5         |
| 40  | András Hadik             |     |     |     |     |     |     |     | 11  | 5      | 5         |
| 41  | Alberto Battistolli      | Ret |     |     | 15  | 13  | 15  |     |     | 5      | 5         |
| 42  | Bogdan Cuzma             | 27  | 21  | Ret | 30  | 29  | 25  | 18  | 16  | 5      | 5         |
| 43  | Dennis Rådström          |     |     | 12  | 16  | Ret |     |     |     | 4      | 4         |
| 44  | Alberto de Thurn y Taxis |     |     |     |     |     | 12  | Ret |     | 4      | 4         |
| 45  | Norbert Michelisz        |     |     |     |     |     |     |     | 13  | 3      | 3         |
| 46  | Jan Černý                |     | 14  |     |     |     |     |     |     | 2      | 2         |
| 47  | Osian Pryce              |     |     | 16  | 14  |     |     |     |     | 2      | 2         |
| 48  | Rachele Somaschini       | 28  | 20  | 26  |     | 24  | 17  | 21  |     | 2      | 2         |
| 49  | Patrick O'Brien          | 21  |     |     |     | 15  | 17  |     |     | 1      | 1         |
| 50  | Miguel Correia           | 15  |     |     |     |     |     |     |     | 1      | 1         |

| Color     | Resultado               |
| Oro       | Ganador                 |
| Plata     | 2ª plaza                |
| Bronce    | 3ª plaza                |
| Verde     | Finalizó, en los puntos |
| Azul      | Finalizó, sin puntos    |
| Violeta   | No terminó (Ret)        |
| Negro     | Descalificado (DES)     |
| Blanco    | No empezó (DNS)         |
| Blanco    | Excluido (EX)           |
| Blanco    | Lesionado (LES)         |
| Sin color | No participó            |
| x1        | Indica puntos por tramo |

### ERC-3
| Pos | Piloto            | POR | ESP | POL | LAT | SWE | ITA | CZE | HUN | Puntos | Mejores 7 |
| --- | ----------------- | --- | --- | --- | --- | --- | --- | --- | --- | ------ | --------- |
| 1   | Jon Armstrong     | 1   | 1   | 1   | 1   |     | 1   | Ret |     | 150    | 150       |
| 2   | Jakub Matulka     |     |     | 2   | 2   |     |     | 2   |     | 72     | 72        |
| 3   | Piotr Parys       |     |     | 3   | 3   |     |     |     |     | 42     | 42        |
| 4   | William Creighton |     |     |     |     | 1   |     |     |     | 30     | 30        |
| 5   | Igor Widłak       |     |     |     |     |     |     | 1   |     | 30     | 30        |
| 6   | Paolo Andreucci   |     |     |     |     |     | 2   |     |     | 24     | 24        |
| 7   | Paulo Soria       |     |     | Ret | 4   |     |     |     |     | 19     | 19        |

### ERC-4
| Pos | Piloto            | POR | ESP | POL | LAT | SWE | ITA | CZE | HUN | Puntos | Mejores 7 |
| --- | ----------------- | --- | --- | --- | --- | --- | --- | --- | --- | ------ | --------- |
| 1   | Roberto Daprà     | 1   | Ret | 5   | 7   | 4   | 1   | 4   | 2   | 152    | 152       |
| 2   | Norbert Maior     |     |     | 2   | 3   | 3   | 3   | 5   | 1   | 134    | 134       |
| 3   | Ola Nore Jr       |     |     | 1   | 1   | 6   | 4   |     | 5   | 111    | 111       |
| 4   | Timo Schulz       |     |     | Ret | 6   | 13  | 2   | 1   | 7   | 85     | 85        |
| 5   | Victor Hansen     |     |     | 3   | 2   | 8   | 9   | 6   |     | 80     | 80        |
| 6   | Norman Kreuter    | 5   | 2   | 14  | 12  | 11  | 10  | 8   | Ret | 70     | 70        |
| 7   | Mattia Zanin      |     |     | 13  | 9   | Ret | 5   | 7   | 8   | 53     | 53        |
| 8   | Bendegúz Hangodi  |     | 1   | 10  | 8   |     | Ret |     | Ret | 48     | 48        |
| 9   | Max McRae         |     |     | 11  | 5   | 12  | 8   | Ret | 9   | 46     | 46        |
| 10  | Mille Johansson   |     |     | Ret | 11  | 5   | 11  | Ret | 6   | 42     | 42        |
| 11  | Mark Škulj        |     |     |     |     |     | 6   | Ret | 3   | 36     | 36        |
| 12  | Fabian Zeiringer  |     |     | Ret | Ret |     | 7   | 3   |     | 34     | 34        |
| 13  | Isak Reiersen     |     |     |     |     | 1   |     |     |     | 30     | 30        |
| 14  | Tymoteusz Jocz    | 4   |     | 9   |     |     |     |     |     | 28     | 28        |
| 15  | Mark-Egert Tiits  |     |     |     | 4   | 9   |     |     |     | 28     | 28        |
| 16  | Ernesto Cunha     | 2   |     |     |     |     |     |     |     | 24     | 24        |
| 17  | Patrik Hallberg   |     |     |     |     | 2   |     |     |     | 24     | 24        |
| 18  | Jaromír Tarabus   |     |     |     |     |     |     | 2   |     | 24     | 24        |
| 19  | Aoife Raftery     |     |     | 12  | 10  | Ret | 15  | 9   |     | 21     | 21        |
| 20  | Patricio Muñoz    | 3   |     |     |     |     |     |     |     | 21     | 21        |
| 21  | Alessandro Grillo |     | 3   |     |     |     |     |     |     | 21     | 21        |
| 22  | Patrik Herczig    |     |     | 15  |     |     |     |     | 4   | 20     | 20        |
| 23  | Hikaru Kogure     |     |     | 4   | Ret |     |     |     |     | 19     | 19        |
| 24  | Miko Jalava       |     |     | 6   | Ret | Ret |     |     |     | 15     | 15        |
| 25  | Ghjuvanni Rossi   |     |     | 7   |     |     | 14  | Ret |     | 15     | 15        |
| 26  | Simon Andersson   |     |     | Ret | 14  | 7   |     |     |     | 15     | 15        |
| 27  | Christoph Brugger |     |     | 8   |     |     |     |     |     | 11     | 11        |
| 28  | Alfred Kramer Jr  |     |     | Ret | 13  | 10  |     |     |     | 10     | 10        |
| 29  | Cristiana Oprea   |     |     |     |     |     |     | 10  |     | 7      | 7         |
| 30  | Patrice Spitalier |     |     | 16  |     | 14  | 12  |     |     | 6      | 6         |
| 31  | Csaba Juhász      |     |     |     |     |     | 13  |     |     | 3      | 3         |
| 32  | René Noller       |     |     | Ret | 15  |     |     |     |     | 1      | 1         |

### ERC Junior
| Pos | Piloto            | POL | LAT | SWE | ITA | CZE | HUN | Puntos | Mejores 5 |
| --- | ----------------- | --- | --- | --- | --- | --- | --- | ------ | --------- |
| 1   | Norbert Maior     | 2   | 3   | 3   | 3   | 4   | 1   | 136    | 117       |
| 2   | Roberto Daprà     | 4   | 7   | 4   | 1   | 3   | 2   | 126    | 113       |
| 3   | Ola Nore Jr       | 1   | 1   | 6   | 4   |     | 5   | 111    | 111       |
| 4   | Timo Schulz       | Ret | 6   | 12  | 2   | 1   | 7   | 86     | 86        |
| 5   | Victor Hansen     | 3   | 2   | 8   | 9   | 5   |     | 82     | 82        |
| 6   | Mattia Zanin      | 8   | 8   | Ret | 5   | 6   | 8   | 65     | 65        |
| 7   | Max McRae         | 6   | 5   | 11  | 8   | Ret | 9   | 57     | 57        |
| 8   | Mille Johansson   | Ret | 10  | 5   | 10  | Ret | 6   | 46     | 46        |
| 9   | Aoife Raftery     | 7   | 9   | Ret | 12  | 7   |     | 39     | 39        |
| 10  | Fabian Zeiringer  | Ret | Ret |     | 7   | 2   |     | 37     | 37        |
| 11  | Mark Škulj        |     |     |     | 6   | Ret | 3   | 36     | 36        |
| 12  | Isak Reiersen     |     |     | 1   |     |     |     | 30     | 30        |
| 13  | Mark-Egert Tiits  |     | 4   | 9   |     |     |     | 28     | 28        |
| 14  | Patrik Herczig    | 9   |     |     |     |     | 4   | 28     | 28        |
| 15  | Patrik Hallberg   |     |     | 2   |     |     |     | 24     | 24        |
| 16  | Miko Jalava       | 5   | Ret | Ret |     |     |     | 17     | 17        |
| 17  | Simon Andersson   | Ret | 12  | 7   |     |     |     | 17     | 17        |
| 18  | Patrice Spitalier | 10  |     | 13  | 11  |     |     | 15     | 15        |
| 19  | Alfred Kramer Jr  | Ret | 11  | 10  |     |     |     | 12     | 12        |
| 20  | René Noller       | Ret | 13  |     | Ret |     |     | 3      | 3         |